# 強颱風

2012年颱風韋森特同时被中國國家氣象中心、香港天文台、澳門地球物理氣象局评为“强台风”。颱風韋森特以巔峰強度正面吹襲珠江口，成為珠三角地區繼1999年颱風約克後最矚目的風災，它令香港天文台發出接近13年以來的首個十號颶風信號，亦令澳門氣象局懸掛同樣是接近13年以來首次的九號風球，广东省气象局亦发出台风红色预警信号。

強颱風（英語：Severe Typhoon，香港天文台使用縮寫S.T.，澳門地球物理氣象局使用縮寫T. Severo）是熱帶氣旋等級的一種，各機構定義不一。

## 分级标准
大韓民國氣象廳設該分級標準為近中心最大持續風速每小时120至159公里，以10分鐘平均風速計算。中國國家氣象中心在2006年更改熱帶氣旋分級制時增加此分級，近中心最大持續風速為每小时150至184公里，屬於颶風級的風力，以2分鐘平均風速計算；而香港天文台及澳門氣象局分別在2009年及2018年使用新熱帶氣旋分級制時，亦新增此分級，與中國國家氣象中心唯一不同之處，則是以10分鐘平均風速計算。
日本氣象廳雖未在「颱風」之上另設分級，但仍將達颱風級別的熱帶氣旋再以3種形容詞表示詳細強度（強的、非常強的、猛烈的），位處中間的「非常強的」（Very Strong）分級與「強颱風」類似；不過日本氣象廳將「非常強的」定義為接近中心最高持續風速85至104浬，即每小時157至193公里，門檻較「強颱風」稍高。
採用新分級制後，首個令香港天文台發出十號颶風信號的強颱風是2012年強颱風韋森特。

| 超强台风   | ≥51.4米每秒（≥16級） ≥185公里每小時          |
| 强台风     | 41.7–51.3米每秒（14–15級） 150–184公里每小時 |
| 台风       | 32.8–41.6米每秒（12–13級） 118–149公里每小時 |
| 强热带风暴 | 24.5–32.7米每秒（10–11級） 88–117公里每小時  |
| 热带风暴   | 17.5–24.4米每秒（8–9級） 63–87公里每小時     |
| 热带低压   | ≤17.4米每秒（≤7級） ≤62公里每小時            |

| 超強颱風     | ≥100節 ≥185公里每小時     |
| 強颱風       | 81–99節 150–184公里每小時 |
| 颱風         | 64–80節 118–149公里每小時 |
| 強烈熱帶風暴 | 48–63節 88–117公里每小時  |
| 熱帶風暴     | 34–47節 63–87公里每小時   |
| 熱帶低氣壓   | 22–33節 41–62公里每小時   |

1. ↑  GB/T 19201-2006